# Дилбек
Дилбек (нидерл. Dilbeek) — коммуна в Бельгии, в провинции Фламандский Брабант.
Она состоит из посёлков Дилбек, Синт-Мартенс-Бодегем, Синт-Ульрикс-Капелле, Грот-Бэйгарден, Схепдал и Иттербек. Общее население муниципалитета составляет 40 454 жителя, площадь — 41,18 км².